# Pieve di San Pietro (Careggine)
La pieve di San Pietro è un edificio sacro che si trova a Careggine.
La chiesa è ricordata dalle carte vescovili lucchesi nell'845, ma solo più tardi, nel 995, ricevette il titolo di pieve. La chiesa, preceduta da un piccolo portico settecentesco, presenta ancora tracce della struttura romanica, ravvisabili soprattutto nel lato destro, ove compare un bassorilievo scarsamente leggibile, e nella torre campanaria aperta nella cella da una bifora.